# 貝特曼鎮區 (阿肯色州傑克遜縣)
貝特曼鎮區（英語：Bateman Township）是位於美國阿肯色州傑克遜縣的一個行政鎮區。

## 地方資料
貝特曼鎮區的面積為69.14平方千米，當中陸地面積為66.10平方千米，而水域面積為3.04平方千米。根據2010年美國人口普查的數據，當地共有人口52人，而人口密度為每平方千米0.75人。